# Нельсон, Уильям, 1-й граф Нельсон
Уильям Нельсон, 1-й граф Нельсон, 2-й герцог Бронте (англ. William Nelson, 1st Earl Nelson, 2nd Duke of Bronte ; 20 апреля 1757 — 28 февраля 1835) — англиканский священнослужитель. Старший брат Горацио Нельсона, 1-го виконта Нельсона.

## Биография
Родился 20 апреля 1757 года в Бернем-Торпе в графстве Норфолк. Четвертый сын преподобного Эдмунда Нельсона (1722—1802). Эдмунд Нельсон был ректором Хиллборо и Бёрнем-Торпа в Норфолке, Его матерью была Кэтрин Саклин (1725—1767), чья бабушка по материнской линии Мэри была сестрой премьер-министра Великобритании Роберта Уолпола. Их пятым сыном был известный флотоводец и адмирал Горацио Нельсон.
Он получил образование в колледже Христа в Кембридже, поступил в колледж в 1774 году, получил диплом бакалавра 1778 года, магистра искусств 1781 года, доктора богословия в 1802 году. Он был рукоположен в дьяконы в 1779 году и священники в 1781 году.
Он стал настоятелем Брэндона Парвы в Норфолке в январе 1784 года и в том же году ушел в море в качестве военно-морского капеллана на корабле HMS Boreas (командовал его брат, будущий адмирал), но уволился в октябре 1786 года и вернулся в Брэндон Парва. Он стал настоятелем Хилборо в 1797 году и пребендарием Кентерберийского собора в 1803 году.
После смерти своего младшего брата Горацио Нельсона, погибшего в битве при Трафальгаре 21 октября 1805 года, Уильям Нельсон унаследовал титул барона Нельсона из Нила и Хилборо в графстве Норфолк, а также с герцогство Бронте из Королевства обеих Сицилий. 20 ноября 1805 года, в честь достижений его покойного брата, ему были пожалованы титулы графа Нельсона и  виконта Мертона из Трафальгара и Мертона в графстве Суррей.
Он переехал в Трафальгарский парк после того, как парк Стэндлинч был переименован парламентским актом в 1814 году.
Он умер, не оставив потомка мужского пола, его единственный сын Горацио (ставший виконтом Трафальгаром) умер в возрасте 19 лет от туберкулеза в 1808 году, и все его британские титулы перешли к Томасу Болтону, сыну его сестры Сюзанны. Сицилийское герцогство Бронте перешло к его дочери Шарлотте, жене Сэмюэля Худа, 2-го барона Бридпорта.
В склепе собора Святого Павла ему установлен памятник.

## Семья
Лорд Нельсон был дважды женат. 9 ноября 1786 года он женился первым браком на Саре Йонг (1749 — 13 апреля 1828), дочери преподобного Генри Йонга и Сары Уолли. У супругов было двое детей:
- Шарлотта Мэри Нельсон (20 сентября 1787 — 29 января 1873), 3-я герцогиня Бронте, в 1810 году вышла замуж за Сэмюэля Худа, 2-го барона Бридпорта.
- Горацио Нельсон (26 октября 1788 — 17 января 1808), известный как виконт Мертон и виконт Трафальгар[4].

26 марта 1829 года 71-летний Уильям Нельсон женился на гораздо более молодой Хиларе Барлоу (? — 22 декабря 1857)
, дочери адмирала сэра Роберта Барлоу и Элизабет Гарретт.